# ماري أميرة أورليان
ماري أميرة أورليان (بالفرنسية: Marie d'Orléans) (12 أبريل 1813 - 6 يناير 1839) ابنة لويس فيليب الأول وماريا أماليا من نابولي وصقلية.